# Public Republic
Public Republic e интернет блог, „мултимедийно списание“, създадено от Наталия Николаева на 21 октомври 2006 г.
Блогът има дизайн тип PressRow, с изменения. Сайтът на Public Republic на български език придобива в някаква степен популярност сред интелектуалните среди в България. В неговия редакторски и авторски екип Николаева привлича някои известни имена от българската култура като проф. Милена Кирова, Бойко Ламбовски, Елин Рахнев, Георги Господинов, Иван Кулеков, Миглена Николчина, Юлия Йорданова и др.
Сайтът по-късно има създадени свои еквиваленти на немски и английски език – public-republic.de (2008) и public-republic.net (2008), като някои от публикациите в трите варианта на Public Republic се припокриват. В англоезичния вариант на изданието public-republic.net пишат и чужди автори.
Мултимедийното списание Public-Republic.com предизвиква интерес сред медиите Радио Хоризонт (октомври 2007 г.) и Радио Варна (юли 2008 г.), които излъчват интервюта с Н. Николаева; а actualno.com, издателство Балкани” и „Литературен вестник“ поместват публикации за проекта.
Мултимедийното списание Public-Republic.com на български език вече не съществува.